# Obesotoma tumida
Obesotoma tumida é uma espécie de gastrópode do gênero Obesotoma, pertencente a família Mangeliidae.